# Gladiators Trier
I Gladiators Trier sono una società cestistica avente sede a Treviri, in Germania. Fondati nel 2015, dopo il fallimento del Treveri Basketball, giocano nel campionato tedesco.
Disputano le partite interne nella Trier Arena, che ha una capacità di 5.900 spettatori.